# Lorella Cuccarini
Lorella Cuccarini (Róma, 1965. augusztus 10.-) olasz rádiós és televíziós műsorvezetőnő, énekesnő, táncosnő, showgirl és színésznő.
Ismertségre 1985 és 1986 között kezdett szert tenni, mikor Pippo Baudo ismert műsorvezető felfedezte Lorella tánctehetségét és a Rai 1-n futó szombat esti varietéműsorban a Fantastico 6 és Fantastico 7 debütált mint showgirl. 1988 és 1989 között a Mediaset társaságnál dolgozott, ahol a Canale 5 csatornán, az Odiens varietéműsor műsorvezetője lett, a műsor főcímében emellett táncolt és a főcímdalt a La notte vola ("Elrepül az éjszaka") dalt énekelte, ami Lorella legnépszerűbb dala. A dal 1989-ben a slágerlista 7. helyét érte el és az év 44. legtöbbet eladott kislemeze volt.
1990-ben ugyancsak a Mediasetnél vezette Marco Colombroval a Papperissima című szatirikus műsor, amiben a hét televíziós bakijait és kandi kamerás felvételeket válogattak össze. 1991 és 1993 között két évadon át vezette a Canale 5 vasárnapi műsorfolyamát a Buona Domenicat, ami a Rai 1-n futó Domenica In riválisa volt. Mindkét évad főcímében táncolt és a főcímdalt és ő énekelte el. 1993-ban Pippo Baudo mellett ő volt a Sanremói Dalfesztivál műsorvezetője.

## Élete

### Kezdetek
Lorella pályafutását gyerekként táncosként kezdte, ugyanis 9 éves korától Enzo Paolo Turchi a kor híres táncosának iskolájában tanult táncolni. Legelső televíziós szereplése 1978-ban 12 évesen volt, amikor a Raffaella Carrá vezette Ma che sera varietéműsor egyik táncosa volt. Az 1980-as évek első felében több televíziós műsorban szerepelt táncosként (Sponsor City, Te lo do io il Brasile, Tastomatto). Emellett egyike volt annak a két táncosnőnek, aki elkísérte Heather Parisi amerikai-olasz énekesnőt az európai és olasz turnéira.
1985-ben Pippo Baudo fedezte fel Lorellat, aki a Rai 1 Fantastico 6 szombat esti varietéműsorának egyik showgirlje lett és egyben Heather Parisit váltotta. A műsor Sugar sugar című főcímdalát Lorella énekelte el. A műsor 1986-os évadában a Fantastico 7-ben Lorella már Pippo Baudo - Alessandra Martines mellett - egyik társműsorvezetője lett és ezúttal is a műsor főcímét a Tutto matto című dalt énekelte fel.

## Diszkógráfia

### Stúdió lemezek
- 1986 - Lorel
- 1993 - Voci
- 1995 - Voglia di fare

### Válogatás lemezek
- 1985 - Le sigle originali di Fantastico 6
- 1986 - Le sigle originali di Fantastico 7
- 1988 - Heather e Lorella
- 2002 - Le più belle canzoni
- 2002 - Le mie sigle TV
- 2014 - Magic Lorella
- 2015 - Tutti i successi
- 2017 - Nemicamatissima (eddig ki nem adott dalok)

### Kislemezek
- 1985 - Sugar Sugar/La rete d'oro
- 1986 - Kangarù/Accendimi il cuore
- 1986 - Tutto matto/Sandy
- 1986 - L'amore è/Chi è di scena
- 1987 - Io ballerò/Se ti va di cantare
- 1989 - La notte vola/La notte vola (Lullabye mix)
- 1989 - Per te Armenia/Sono caduti
- 1991 - Ascolta il cuore/Cuore mix
- 1991 - Oh signorina/Tarzan
- 1992 - Liberi liberi/Cuo-Remix

## Televíziós szereplései

### Rai
- Ma che sera (Rete 1, 1978)
- Te lo do io il Brasile (Rai 1, 1984)
- Tastomatto (Rai 2, 1985)
- Fantastico 6 (Rai 1, 1985-1986)
- Un disco per l'estate 1986 (Rai 1, 1986)
- Fantastico 7 (Rai 1, 1986-1987)
- 1993-as Sanremói dalfesztivál (Rai 1, 1993)
- Uno di noi (Rai 1, 2002-2003)
- David di Donatello 2003 (Rai 1, 2003)
- Scommettiamo che...? (Rai 1, 2003)
- Trenta ore per la vita (Reti RAI, 2004, 2008-2016)
- Domenica In (Rai 1, 2010-2011)
- Un amico è così (Rai 1, 2011)
- Domenica in (Rai 1, 2011-2013)
- Star Academy (Rai 2, 2011) Zsűritag
- Un amico è così (Rai 1, 2011)
- Miss Italia 2012 (Rai 1, 2012) Zsűritag
- La pista (Rai 1, 2014) Zsűritag
- Techetechetè (Rai 1, 2015) 45. rész
- Ti lascio una canzone (Rai 1, 2015) Zsűritag
- Nemicamatissima (Rai 1, 2016)

### Mediaset
- Sponsor City (Rete 4, 1984)
- Festival (Canale 5, 1987-1988)
- Odiens (Canale 5, 1988-1989)
- Una sera ci incontrammo (Canale 5, 1989)
- Un autunno tutto d'oro (Canale 5, 1989)
- Vota la voce (Canale 5, 1989, 2000)
- La danza è un sogno (Canale 5, 1990)
- Serata San Valentino (Canale 5, 1990)
- Stasera... che sera (Canale 5, 1990)
- La notte degli Oscar (Canale 5, 1990)
- Qua la zampa (Canale 5, 1990)
- Risate in famiglia (Canale 5, 1990)
- Oggi sposi (Canale 5, 1990)
- Campione d'Italia della risata (Canale 5, 1990)
- Paperissima (Italia 1, 1990-1991; Canale 5, 1991-1992, 1994-2001)
- Bellezze sulla neve (Canale 5, 1991)
- Buona domenica (Canale 5, 1991-1993, 1995-1996)
- Trenta ore per la vita (Mediaset-csatornák, 1994-2001)
- La grande avventura (Összes Mediaset csatorna, 1995)
- La stangata - Chi la fa l'aspetti! (Canale 5, 1995)
- Il galà della pubblicità (Canale 5, 1996, 1997)
- Campioni di ballo (Rete 4, 1996; Canale 5, 1999)
- Natale in Vaticano (Canale 5, 1996)
- Galleria di stelle (Canale 5, 1997)
- A tutta festa (Canale 5, 1998)
- Olimpiadi di ballo (Rete 4, 1999)
- Note di Natale (Canale 5, 1999-2001)
- Ricomincio da 20 (Canale 5, 2000)
- Modamare a Taormina (Canale 5, 2001)
- La notte vola (tv-műsor (Canale 5, 2001)
- Stelle a quattro zampe (Canale 5, 2001)
- La sai l'ultima? (Canale 5, 2008)
- È nata una stella gemella (Canale 5, 2008)

### Sky Italia
- Vuoi ballare con me?(Sky Uno, 2009)

### LA7
- Trenta ore per la vita (LA7, 2015-2016)